# Armata del Mississippi (Unione)
Armata del Mississippi fu il nome dato a due armate dell'Unione, entrambi di breve esistenza, durante la Guerra di secessione americana.

## Storia

### 1862
La prima Armata fu creata il 23 febbraio 1862, col Generale John Pope come comandante. All'atto della sua creazione, l'Armata consisteva di 4 Divisioni e servì lungo il fiume Mississippi. L'Armata s'ingrandì fino ad avere 5 Divisioni e combatté nella Battaglia dell'Isola Numero Dieci. L'Armata divenne l'ala sinistra del Gruppo d'Armate Occidentali del mag. gen. Henry W. Halleck. Durante l'Assedio di Corinth l'Armata fu organizzata in due ali (wings) di due Divisioni ognuna. William S. Rosecrans comandava l'ala sinistra (1ª e 2ª Divisione) e Schuyler Hamilton diresse l'ala destra (2ª e 3ª Divisione). Dopo l'assedio Pope fu inviato a Est per assumere il comando dell'Armata della Virginia e William S. Rosecrans assunse il comando. L'Armata fu rafforzata da due Divisioni dell'Armata del Tennessee Occidentale e combatté a Iuka e a Corinth. Rosecrans fu trasferito al comando dell'Armata dell'Ohio e l'Armata del Mississippi fu disciolta nell'ottobre 1862 e i reggimenti furono riorganizzati nel XIII Corpo.

### 1863
Nel 1863 il Gen. John Alexander McClernand fu posto al comando di una spedizione contro il Mississippi meridionale. Ebbe il comando di due Corpi dell'Armata del Tennessee, il XIII Corpo guidato da George W. Morgan e il XV Corpo condotto da William Tecumseh Sherman.
McClernand chiamò la sua forza "Armata del Mississippi" e rinominò il XIII Corpo come I Corpo - Armata del Mississippi e il XV Corpo divenne il II Corpo - Armata del Mississippi.
McClernand vinse nell'azione che portò alla presa di Arkansas Post. Grant non gradì quanto fatto da McClernand e dopo che Sherman e l'Ammiraglio Andrew H. Foote ebbero espresso la loro opinione circa l'inadeguatezza di McClernand al comando, Grant personalmente assunse il comando della spedizione contro Vicksburg e il vecchio XIII Corpo e il XV Corpo furono riassegnati all'Armata del Tennessee il 12 gennaio 1863.

## Comandi
| Comandante                                  | Da               | A               | Battaglie principali e Campagne              |
| ------------------------------------------- | ---------------- | --------------- | -------------------------------------------- |
| Brigadier generale John Pope                | 23 febbraio 1862 | 26 giugno 1862  | Isola n. 10 e New Madrid, Assedio di Corinth |
| Brigadier generale William Starke Rosecrans | 26 giugno 1862   | 24 ottobre 1862 | Iuka, 2° Corinth                             |
| Maggior generale John Alexander McClernand  | 4 gennaio 1863   | 12 gennaio 1863 | Fort Hindman                                 |